# Homs (distrikt)
Homs  (arabiska: منطقة مركز حمص, منطقة حمص) är ett distrikt i Syrien.   Det ligger i provinsen Homs, i den centrala delen av landet, 130 kilometer norr om huvudstaden Damaskus.
Omgivningarna runt Homs  är i huvudsak ett öppet busklandskap. Runt Homs  är det glesbefolkat, med 14 invånare per kvadratkilometer.